# صاروخ الانشطار النووي

مفهوم صاروخ الانشطار النووي

مفاعل بلازما الانشطار النووي

صاروخ الانشطار النووي هو تصميم محرك صاروخي من منتجات الانشطار النووي الساخن من أجل الدفع، بدلاً من استخدام سائل منفصل ككتلة عاملة. يمكن للتصميم، من الناحية النظرية، إنتاج دفعة محددة عالية مع استمرار كونه ضمن قدرات التقنيات الحالية.

## متطلبات التصميم
في الصواريخ التقليدية النووية والتصميمات ذات الصلة، يتم توليد الطاقة النووية في شكل من أشكال المفاعل وتستخدم لتسخين السوائل العاملة لتوليد قوة الدفع. هذا يحصر التصميمات على درجات الحرارة التي تسمح للمفاعل بالبقاء كاملاً، على الرغم من أن التصميم الذكي يمكن أن يزيد درجة الحرارة الحرجة هذه إلى عشرات الآلاف من الدرجات.
درجة حرارة تصميم المفاعل التقليدي هي متوسط درجة حرارة الوقود، والغالبية العظمى منها لا تتفاعل في أي لحظة. تصل درجة حرارة الذرات التي تتعرض للانشطار إلى ملايين الدرجات، والتي تنتشر بعد ذلك في الوقود المحيط، مما يؤدي إلى درجة حرارة إجمالية تبلغ بضعة آلاف.
من خلال ترتيب الوقود فعليًا في طبقات أو جزيئات رقيقة جدًا، يمكن لشظايا التفاعل النووي أن تغلي عن السطح. نظرًا لأنه سيتم تأينها بسبب درجات الحرارة العالية للتفاعل، يمكن عندئذٍ معالجتها مغناطيسيًا وتوجيهها لإنتاج قوة دفع.